# الدمنة (حزم العدين)

تعديل مصدري - تعديل

الدمنة محلة تابعة لقرية حليمة، التابعة لعزلة حليمة بمديرية حزم العدين إحدى مديريات محافظة إب في الجمهورية اليمنية، بلغ تعداد سكانها 104 حسب تعداد اليمن لعام 2004.